# Terrore (collana)
Terrore (titolo originale: Spooksville) è una collana di 24 racconti horror-fantastici per ragazzi dello scrittore statunitense Christopher Pike. La serie è ambientata in una remota cittadina degli Stati Uniti d'America chiamata Springville e ruota attorno alle vite di cinque abitanti adolescenti.

## Trama
I libri della serie sono incentrati sulle avventure di un gruppo di amici nella loro bizzarra cittadina, frequentemente visitata da ogni tipo di creature fantastiche come demoni, vampiri, streghe, mostri, alieni e fantasmi. I ragazzi sono spesso coinvolti nell'esplorazione della loro cittadina, nella quale sfuggono a molti pericoli e salvano l'ignara popolazione dalle forze del male. Benché i libri siano ordinati cronologicamente differiscono nella rilevanza con le storie precedenti, ci sono personaggi ricorrenti all'infuori del gruppo così come ricorrono alcuni luoghi e alcune tematiche, e ciascun libro non è inteso come autonomo; tuttavia potrebbero essere tranquillamente letti in un ordine diverso da quello indicato sotto.

## Personaggi
I personaggi principali della serie sono cinque amici adolescenti:
- Adam Freeman, il capo, ragazzo castano coraggioso, specie negli ultimi volumi, all'inizio gli piace Sally, ma in "La morte viene dal passato" confessa di avere una cotta per Cindy. Nel primo libro "Benvenuto, Adam", sembra molto amico di Sally e di Lancetta, quando il suo migliore amico è apertamente quest'ultimo. Adam viene descritto come "il più basso del gruppo" nonostante ne sia indiscutibilmente il leader.
- Lancetta (nome originale: Watch), la mente, non si conosce il suo vero nome, viene chiamato così poiché porta al polso 4 orologi. È molto amico di Adam, è intelligente e in "La morte viene dal passato" afferma di essere l'unico abbastanza grande per guidare.
- Sara "Sally" Wilcox, la realista, una ragazzina sarcastica, all'inizio le piaceva Adam, ma poi come Cindy s'innamora di Bryce, tuttavia in La morte viene dal passato, dopo che quest'ultimo li ha quasi fatti catturare dagli alieni lo insulta e lo definisce un idiota. È molto sfrontata e non esita a dire le cose in faccia, per questo a volte risulta eccessivamente realista, e il suo sarcasmo non gradito.
- Cindy Makey appare nel secondo romanzo e rimane per il resto della serie, è una ragazzina bionda per cui Adam ha una cotta, e che non va per niente d'accordo con Sally, in quanto hanno due caratteri molto differenti.

Altri personaggi appaiono frequentemente: la più nota è Ann Templeton, la Strega, sulla quale i ragazzi hanno opinioni diverse, e "Il Balordo" (nome originale: Bum), l'amichevole e sapiente ex-sindaco, ora senzatetto, che consiglia i ragazzi e tenta di aiutarli a difendere la cittadina in tempi di crisi.

## In Italia
La serie non sembra avere avuto un grande successo in Italia (probabilmente "oscurata" dalla ben più nota collana dei Piccoli brividi), tant'è che solo i primi 12 racconti sono stati tradotti e pubblicati.
Da notare come, oltre ai nomi di alcuni personaggi, la traduzione italiana abbia modificato anche il soprannome dato alla cittadina dai ragazzi del luogo: in originale viene chiamata Spooksville (soprannome che dà anche il titolo alla collana), nella versione italiana invece Horrorville.

## Libri della serie
| N° | Romanzo                                      | Anno |
| -- | -------------------------------------------- | ---- |
| 1  | Benvenuto Adam! (The Secret Path)            | 1995 |
| 2  | Lo spettro del faro (The Howling Ghost)      | 1995 |
| 3  | La caverna degli orrori (The Haunted Cave)   | 1995 |
| 4  | La collina degli alieni (Aliens in the Sky)  | 1996 |
| 5  | Il grande gelo (The cold peoples)            | 1996 |
| 6  | Sfida nel labirinto (The Witch's Revenge)    | 1996 |
| 7  | La dimensione oscura (The Dark Corner)       | 1996 |
| 8  | Il popolo del male (The Little People)       | 1996 |
| 9  | La pietra dei desideri (The Wishing Stone)   | 1996 |
| 10 | La gatta malefica (The Wicked Cat)           | 1996 |
| 11 | La morte viene dal passato (The Deadly Past) | 1996 |
| 12 | Un mostro in agguato (The Hidden Beast)      | 1996 |
| 13 | Creature in the Teacher                      | 1996 |
| 14 | The Evil House                               | 1997 |
| 15 | Invasion of the No-Ones                      | 1997 |
| 16 | Time Terror                                  | 1997 |
| 17 | The Thing in the Closet                      | 1997 |
| 18 | Attack of the Killer Crabs                   | 1997 |
| 19 | Night of the Vampire                         | 1997 |
| 20 | The Dangerous Quest                          | 1998 |
| 21 | The Living Dead                              | 1998 |
| 22 | The Creepy Creature                          | 1998 |
| 23 | Phone Fear                                   | 1998 |
| 24 | The Witch's Gift                             | 1999 |

## Adattamento televisivo
Dalla serie di libri è stata tratta nel 2013 una serie televisiva intitolata Spooksville.